# Guitars, Guitars, Guitars
Guitars, Guitars, Guitars è un album discografico di Al Caiola, pubblicato dalla casa discografica United Artists Records nel maggio del 1960.

## Tracce
Lato A
1. Let's Dance – 2:07 (Frank C. Skinner)
2. American Patrol – 3:23 (Jerry Gray)
3. 720 in the Books – 3:09 (Harold Adamson, Jan Savitt, Johnny Weston)
4. A String of Pearls – 2:48 (Edgar De Lange, Jerry Gray)
5. King Porter Stomp – 2:53 (Joseph F Morton)
6. Intermission Riff – 2:40 (Ray Wetzel)

Lato B
1. Back Bay Shuffle – 2:20 (Artie Shaw, Teddy McRae)
2. Begin the Beguine – 2:53 (Cole Porter)
3. Eager Beaver – 2:53 (Stanley Kenton)
4. 920 Special – 3:18 (Bill Engvick, Earle Warren)
5. Jumpin' at the Woodside – 2:52 (William Count Basie)
6. Goodbye – 2:48 (Gordon Jenkins)

## Musicisti
- Al Caiola - chitarra
- Tony Mottola - chitarra
- Al Casamenti - chitarra
- Don Arnone - chitarra
- Art Ryerson - chitarra
- Barry Galbraith - chitarra
- Moe Wechsler - pianoforte
- Jerry Bruno - contrabbasso
- Bobby Rosengarden - batteria

Note aggiuntive
- Don Costa - produttore
- Registrazioni effettuate al Bell Sound Studios di New York City, New York (Stati Uniti)
- Bacon-Braben-Lewine - design copertina album
- Paul Weller - fotografia
- Sam Stein - note retrocopertina album[3]